# Les Machines de l’île

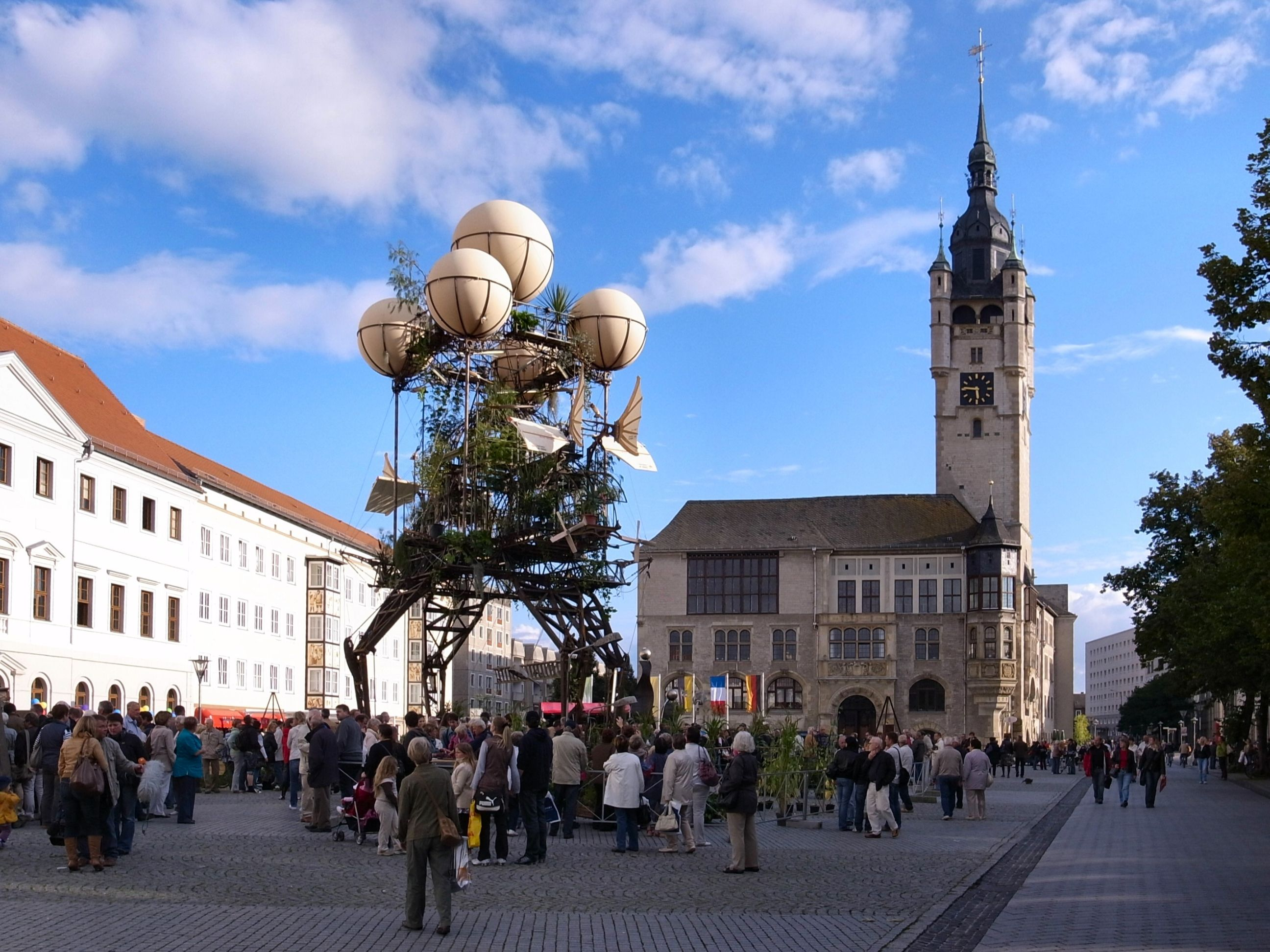
Aeroflorale II gelandet in Dessau (2010)

Les Machines de l’île ist ein französisches Ausstellungsprojekt in Nantes, das die mechanischen Objekte der Performance-Gruppe „La Machine“ in einer Ausstellungshalle im Hafen von Nantes zeigt. Es zeichnet sich besonders durch seine Elemente des Steampunk aus.

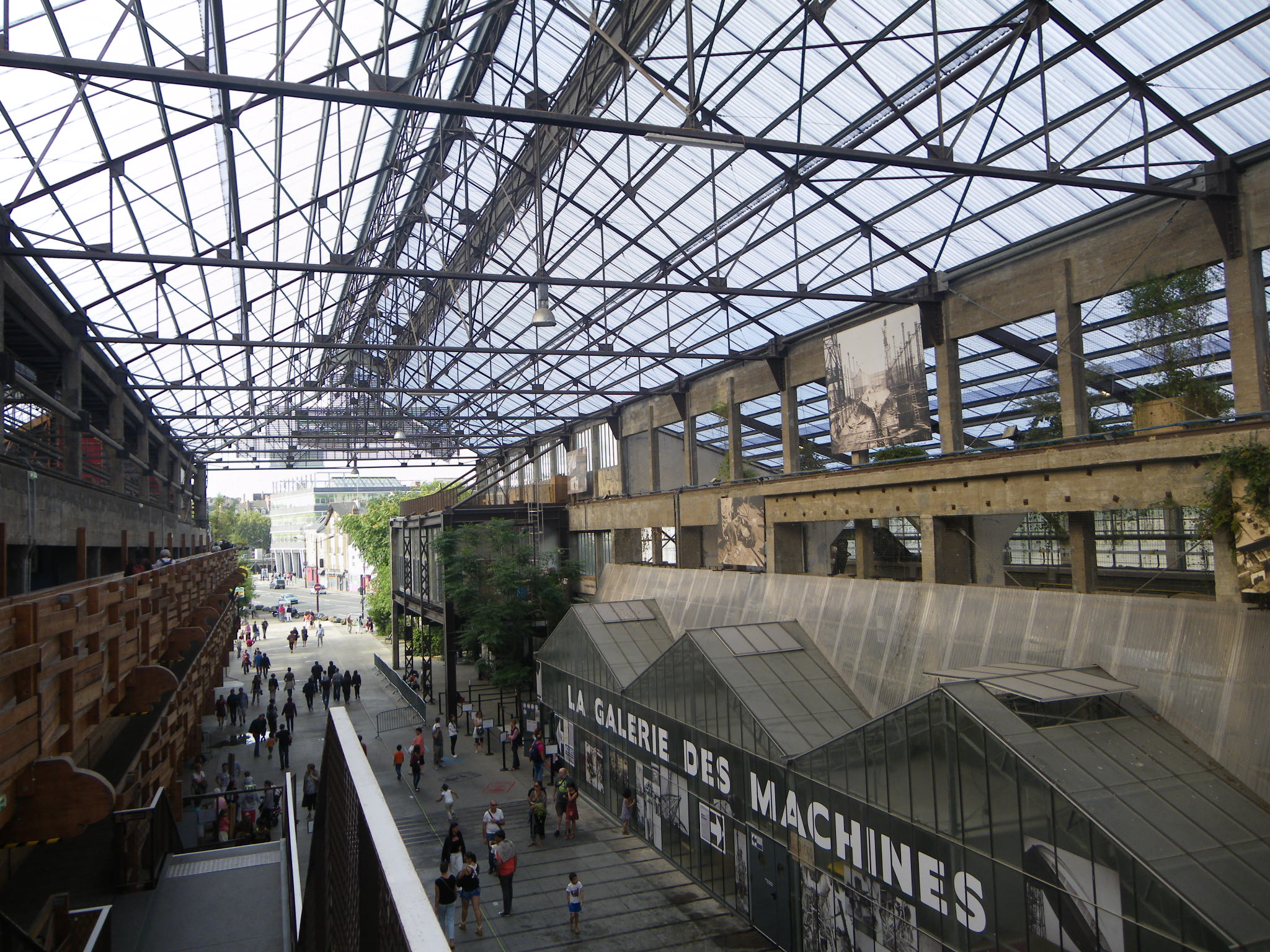
La Galerie des Machines

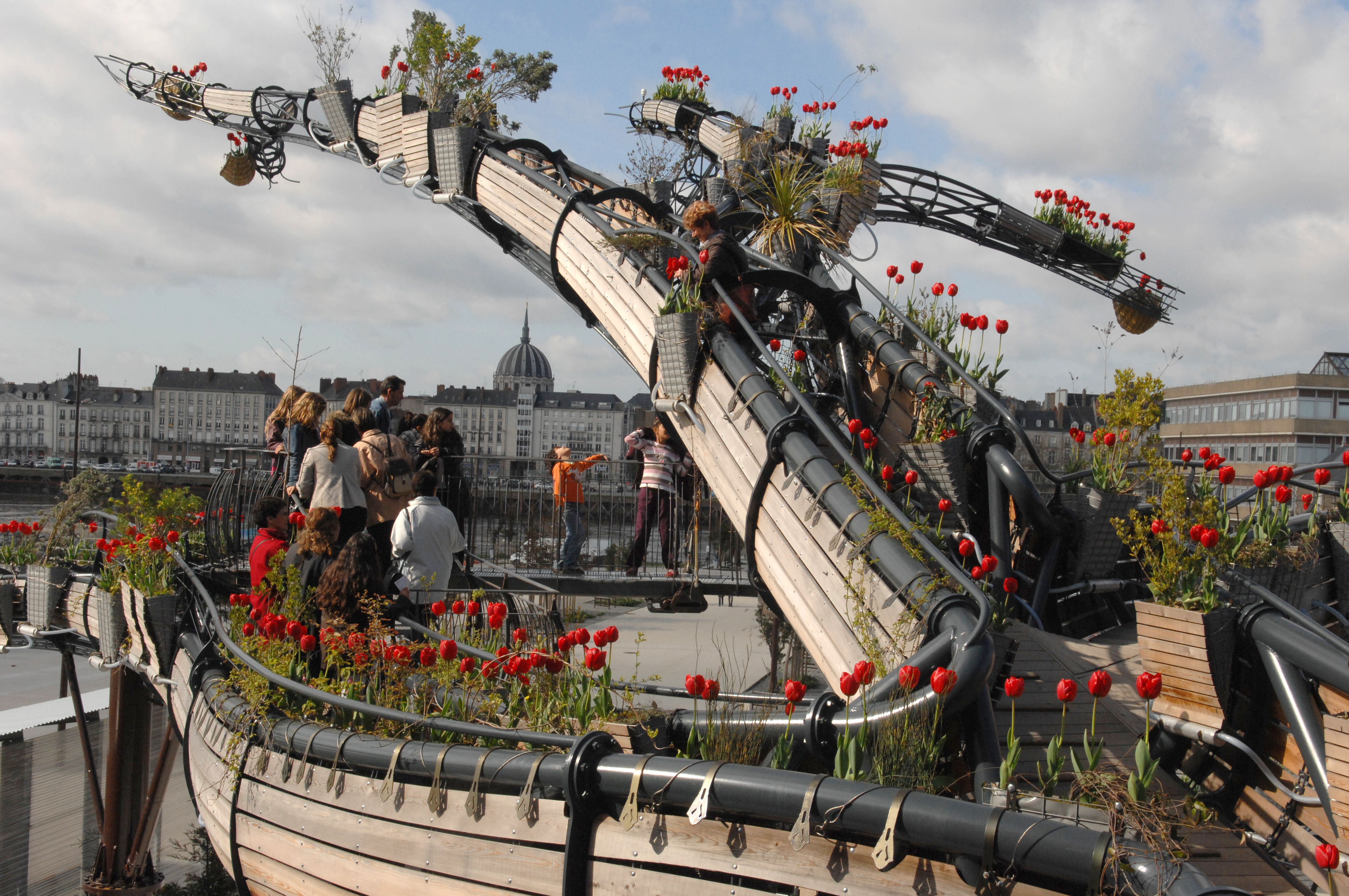
Ast des geplanten Arbre aux Hérons

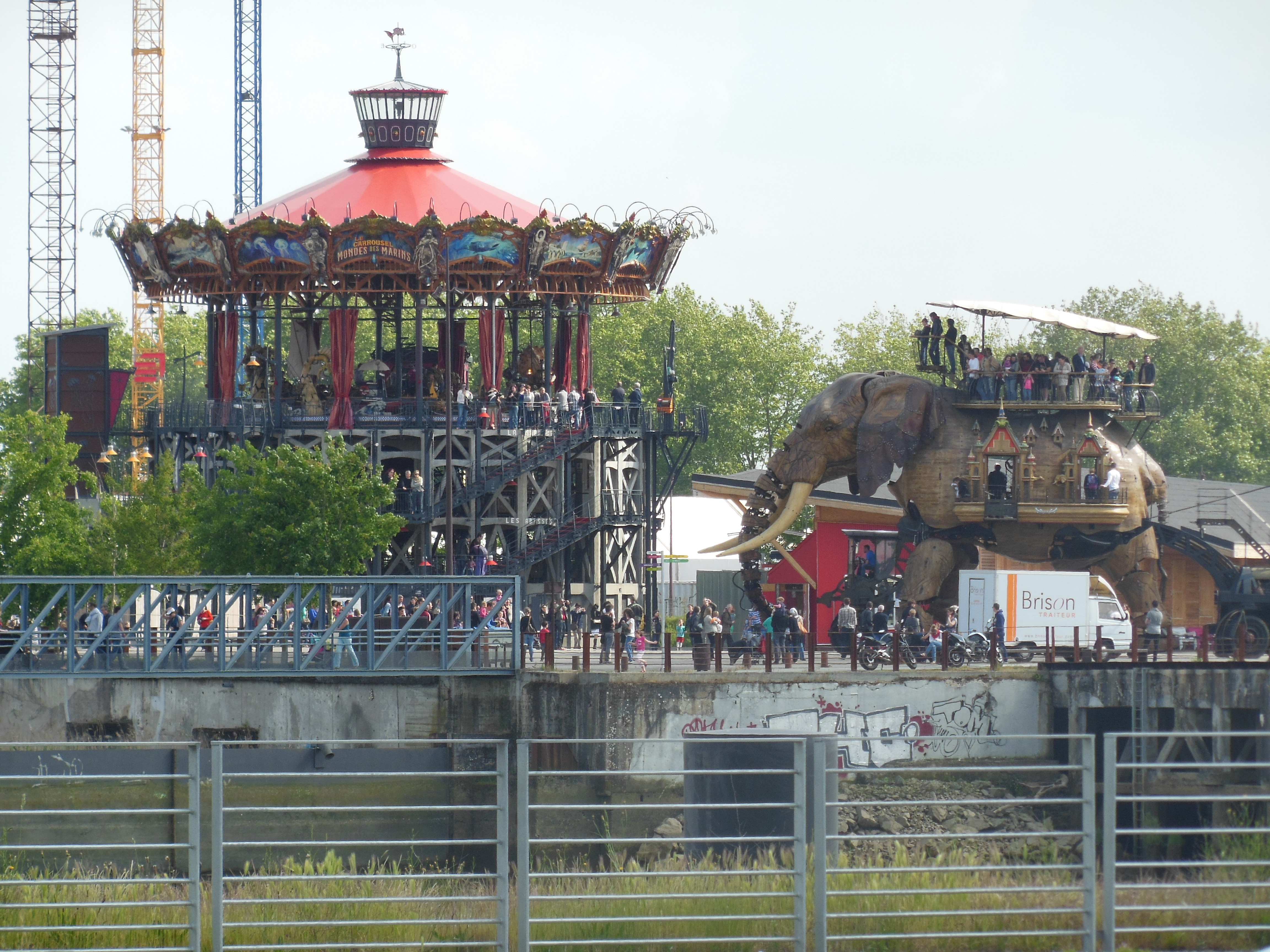
Carrousel des Mondes marins

## Les Machines de l’île
Les Machines de l’île wurde von François Delarozière und Pierre Orefice gegründet und 2007 in einem großen Lagerhaus im Loire-Hafen auf der l’Ile de Nantes eröffnet. Es ist inzwischen zu einem touristischen Anziehungspunkt der Stadt geworden. Zu sehen sind große mechanische Objekte, die Delarozière entworfen und von „La Machine“, einem Zusammenschluss von Künstlern, Ingenieuren und Handwerkern, seit 1991 gebaut wurden. Der 1963 geborene François Delarozière studierte an der Akademie Beaux-Arts de Marseille.
Die „imaginären Welten“ greifen Ideen von Jules Verne, Leonardo da Vinci und aus der industriellen Geschichte von Nantes auf. Bisher wurden u. a. die mechanischen Objekte The Marine Worlds Carrousel (Carrousel des mondes marins) und The Heron Tree (L’Arbre aux Hérons) angefertigt.
Mit 12 Metern Höhe ist Le Grand Éléphant (deutsch: Der Große Elephant), das größte Objekt. Auf der 40 Tonnen schweren, beweglichen Skulptur fanden ursprünglich bis zu 35 Personen Platz, das Fassungsvermögen wurde in mehreren Etappen auf 52 Personen vergrößert. Der „Grand éléphant“ wandert mit seinen Gästen einige hundert Meter durch das Gelände. Alle Objekte sind in der Lagerhalle öffentlich (wie in einem Museum) zu besichtigen. Die 13 Meter lange und 37 Tonnen schwere mechanische Spinne La Princesse wurde während der Feierlichkeiten zur europäischen Kulturhauptstadt 2008 erstmals im englischen Liverpool präsentiert, wo sie vom 3. bis zum 7. September durch die Stadt zog. Die aus Stahl und Pappelholz gefertigte Maschine wurde von 12 Personen gesteuert; die Gesamtkosten des Projekts beliefen sich auf 1,5 Millionen Pfund.
Das neueste Projekt ist der Arbre aux Hérons, ein 35 Meter hoher stählerner Baum, der von zwei Reihern (hérons) gekrönt wird. Baubeginn ist Ende 2021. Der Reiherbaum ist ein begehbarer stählerner Baum, der mittels Pflanzcontainern begrünt wird. Sein Kronendurchmesser soll 50 Meter erreichen. Seine 17 begehbaren Äste aus mehr als tausend Tonnen Stahl werden einen ein Kilometer langer Rundgang ermöglichen. Im Baum sind überlebensgroße mechanische Tiere montiert. Geplante Eröffnung soll 2027 sein.

## Carrousel des Mondes Marins
Nahe der Maschinenhalle befindet sich das thematisch verwandte Carrousel des Mondes Marins (Meeresweltenkarussell). Dieses wurde ebenso von Delarozière und Orefice entworfen. Die Anlage ist 25 m hoch und hat einen Durchmesser von 22 m. Drei Karusselle sind übereinandergebaut und zeigen ein Meerespanorama mit den Ebenen Meeresgrundebene, Tiefseegräben und Meeresoberfläche. Es ist mit einer von Ziergiebeln umgebenen Zeltkuppel überdacht.